# منم، دزد
منم، دزد (لهستانی: To ja, złodziej) یک فیلم داستانی کمدی-درام و مهیج لهستانی است که در سال ۲۰۰۰ منتشر شد.

## گزیدهٔ بازیگران
- یانوش گایوس
- یولیا کلبرگر
- یان فریچ
- کشیشتف گلوبیش
- کشیشتف استروئینسکی
- کینگا پرایس
- دانیل اولبریخسکی
- یوآنا دارک
- کریستینا فلدمان
- یان ویچورکوفسکی
- ماچئی کوزووفسکی